# Седир (остров)
Седир (Сехир; тур. Sedir) — маленький остров в заливе Гёкова Эгейского моря на юго-западе Турции. Входит в состав района Ула провинции Мугла. Носит также неофициальное название «остров Клеопатры».
Остров известен своим пляжем из редкого золотистого песка. По легенде, рассказываемой местными гидами, этот уникальный песок был доставлен галерами из Египта специально для Клеопатры. Якобы на острове Клеопатра встречалась со своим возлюбленным Марком Антонием. Каждое песчинка с пляжа — почти идеальная сфера. Пляж охраняется Министерством культуры Турции как национальное достояние, поэтому туда запрещено заходить в обуви, брать с собой полотенце и курить. Чтобы песок оставался на пляже, около входа установлены души с пресной водой. Вход на пляж платный. До острова из Ташбюкю каждые 30 минут отправляется туристическая лодка.
Помимо пляжа, на острове расположены развалины античного города Кедраи. Из древних построек сохранились храм Аполлона, амфитеатр и остатки некрополя. Название Кедраи в переводе с греческого означает кедр, хотя достоверно не известно, росло ли там это дерево. Город был обнесён стеной. Оставшиеся башни и стены расположены в его центральной части города. Храм Аполлона построен в дорическом стиле. Хорошо сохранившийся амфитеатр находится в северной части античного города и ориентирован на север. Во время Пелопоннесской войны город Кедраи, занимавший сторону Афин, был захвачен спартанским военачальником Лисандром, а его жители оказались порабощены. Эти события подробно описал историк Ксенофонт, отмечая, что жители Кедраи были наполовину варварами.

## Галерея

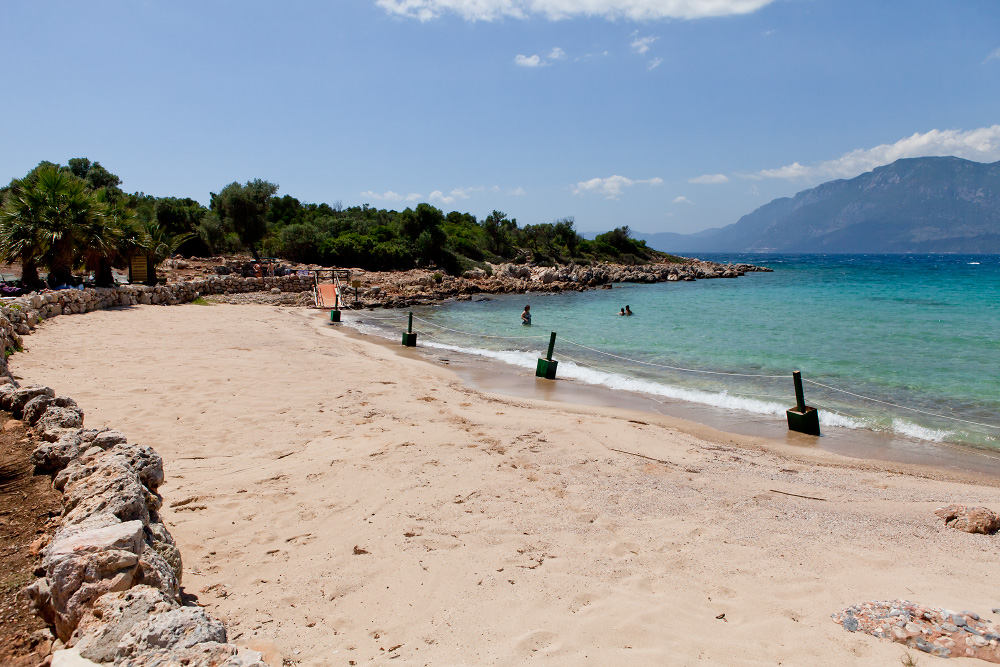
Песок на пляже Клеопатры
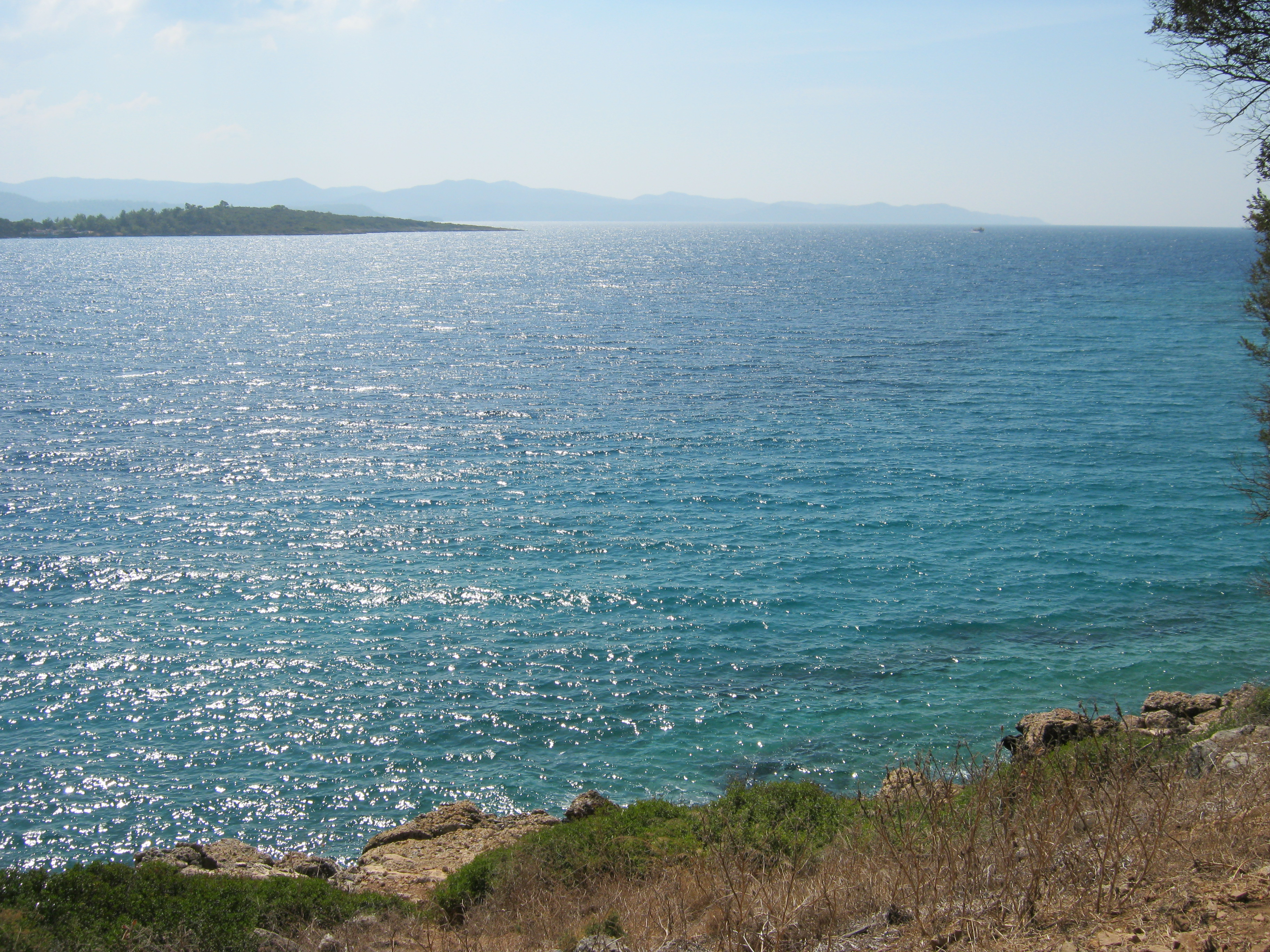
Вид на залив с острова
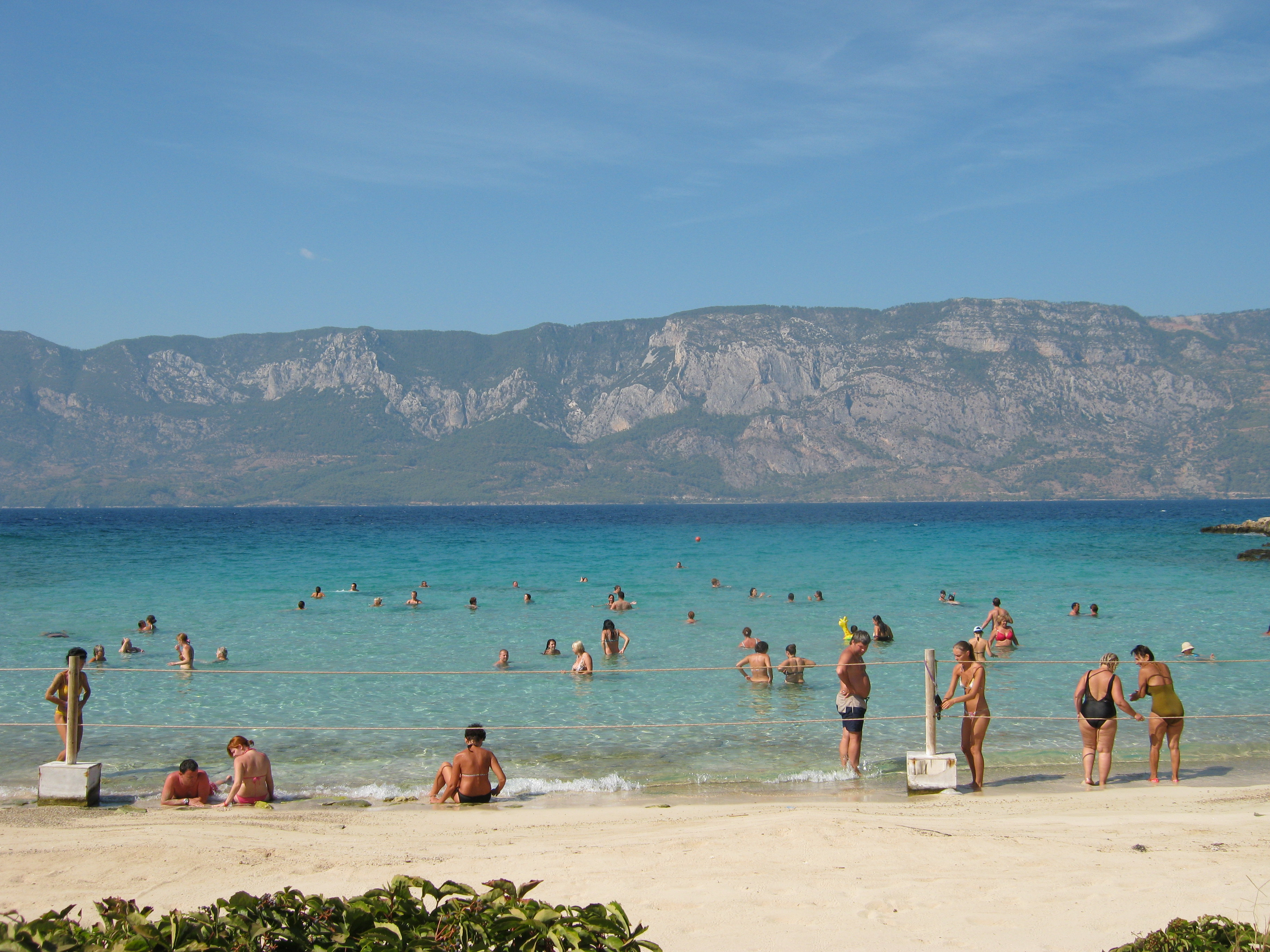
Пляж Клеопатры